# Charles Pacôme
Charles Pacôme (Bergues, Francia, 5 de noviembre de 1902-Wasquehal, 1 de octubre de 1978) fue un deportista francés especialista en lucha libre olímpica donde llegó a ser campeón olímpico en Los Ángeles 1932.

## Carrera deportiva
En los Juegos Olímpicos de 1928 celebrados en Ámsterdam ganó la medalla de plata en lucha libre olímpica estilo peso ligero, tras el luchador estonio Osvald Käpp (oro) y por delante del finlandés Eino Leino (bronce). Cuatro años después, en las Olimpiadas de Los Ángeles 1932 ganó el oro en la misma categoría.